# 兜山 (山)
兜山（日语：／）或马亚克山（俄語：Гора Маяк）是幌筵岛的山，属萨哈林州库里尔斯克区，海拔125米。它位于北库里尔斯克城东，形成了探入海中的石川崎。